# نادي ليفانتي
اتحاد ليفانتي الرياضي (بالإسبانية: Levante Unión Deportiva) هو نادي كرة قدم إسباني من مدينة بلنسية. تأسس النادي عام 1909، ويلقب محلياً بـ "Granotes" أي الضفادع. في العقد 1970 انتقل إلى ملعبه الحالي « دي فالينسيا» الذي يسع لـ 25354 متفرجاً. قبل العام 2004 لعب في الدرجة الأولى مرتين فقط، في الموسمين 1963 – 1964 و 1964 – 1965.
وقد فجر ليفانتي مفاجأة كبيرة جدا في عام 2011 استمر ليفانتي بصدارة الدوري الأسباني من الجولة الأولى إلى الجولة الخامسة عشر حتى مواجهة نادي برشلونة الذي أسقط ليفانتي من صدارة الدوري وهذا الموسم يعد أفضل مواسم هذا النادي.
🏁 التأسيس والبدايات (1909–1939)
التأسيس: تأسس النادي في 9 سبتمبر 1909 تحت اسم "ليفانتي إف سي" (Levante F.C.)، وكان يُعتبر من الأندية الرائدة في مدينة فالنسيا.
المنافسة المحلية: في عام 1919، لعب ليفانتي أول مباراة ديربي ضد جاره فالنسيا سي إف، وهي المباراة التي شهدت افتتاح ملعب ألغيروس الجديد.
الدمج: في عام 1939، بعد انتهاء الحرب الأهلية الإسبانية، اندمج ليفانتي إف سي مع نادي خيميناستيك إف سي لتشكيل "اتحاد ليفانتي-خيميناستيك الرياضي" (UD Levante-Gimnástico)، والذي أصبح لاحقًا "ليفانتي يونيون ديبورتيفا" (Levante UD).
🏆 الإنجازات المبكرة (1941–1979)
العودة إلى الدرجة الأولى: في يونيو 1963، صعد ليفانتي إلى الدوري الإسباني الممتاز (الدرجة الأولى) لأول مرة في تاريخه بعد فوزه على ديبورتيفو لاكورونيا في مباراة فاصلة.
الملعب الجديد: في أواخر الستينيات، انتقل الفريق إلى ملعب "استاديو أنطونيو رومان"، الذي يُعرف حاليًا باسم "استاديو سيوداد دي فالنسيا" (Estadi Ciutat de València).
🌟 العودة إلى الواجهة (2000–الوقت الحاضر)
العودة إلى الدرجة الأولى: في موسم 2003–2004، عاد ليفانتي إلى الدوري الإسباني الممتاز، وحقق نتائج مميزة في المواسم التالية.
المشاركة الأوروبية: في موسم 2012–2013، شارك ليفانتي في الدوري الأوروبي، وبلغ دور الـ16، مما يُعتبر إنجازًا تاريخيًا للنادي.
🌟 أبرز لاعبي ليفانتي عبر التاريخ:
🐸 1. خوسيه لويس موراليس
🏹 اللقب: “El Comandante”
🕰️ لعب من 2011 إلى 2022
⚽ أكثر من 250 مباراة و60+ هدف
🔥 رمز الولاء والانتماء للنادي، وكان القائد لسنوات طويلة
💙 محبوب الجماهير بلا منازع
🇪🇸 2. روجر مارتي
⚽ هداف الفريق لعدة مواسم
🕰️ لعب أكثر من 200 مباراة
💥 ساهم بشكل كبير في بقاء الفريق بالدوري الممتاز
🧠 مهاجم ذكي ومميز داخل منطقة الجزاء
🇨🇴 3. جيفرسون ليرما
🧱 لاعب ارتكاز كولومبي
🔄 قدم أداء رائع قبل انتقاله إلى الدوري الإنجليزي (بورنموث)
💪 معروف بلياقته وقوته الدفاعية
🇨🇲 4. فرانكلين بيليغ
🎯 أحد أبرز المدافعين في تاريخ النادي
🧱 ثابت ومقاتل على أرض الملعب
🕰️ لعب في فترات مختلفة وساهم في صعود الفريق
🇪🇸 5. كوكي (José Enrique 'Koke')
🧤 حارس سابق
🕰️ من أبرز من لعبوا في التسعينيات وأوائل 2000
🛡️ سطر تاريخًا كأحد أفضل الحراس في تاريخ النادي
من أهم لاعبي النادي حاليا إيمانويل بواتينغ وجيفرسون ليرما وخوسيه لويس موراليس.
🏆 الإنجازات المحلية
✅ دوري الدرجة الثانية الإسباني (LaLiga 2 / Segunda División):
البطل (2 مرات):
2003–04
2016–17
الوصيف / صعد للدوري الممتاز في مناسبات عديدة
✅ دوري الدرجة الثالثة الإسباني (Segunda B / الدرجة الثالثة سابقًا):
البطل: 1998–99
✅ كأس ملك إسبانيا (Copa del Rey):
لم يسبق له التتويج، لكنه:
بلغ نصف النهائي في موسم 2020–21، وهي أفضل نتيجة له في الكأس.
🌍 الإنجازات القارية
✅ الدوري الأوروبي (UEFA Europa League):
موسم 2012–13:
تأهل إلى دور الـ16، وخسر أمام روبين كازان الروسي بعد أداء مميز في دور المجموعات والأدوار الإقصائية.
💥 مفاجآت ونتائج لافتة
فاز على برشلونة 5-4 في موسم 2017–18، ملحقًا بهم أول خسارة في الليغا ذلك الموسم.
غلب ريال مدريد أكثر من مرة على ملعبه، أبرزها في موسم 2020–21 بنتيجة 2-1.
🎭 El Derbi Valenciano
(ديربي مدينة فالنسيا)
⚽ الأطراف:
🟠 فالنسيا CF – النادي الأكبر والأقدم من حيث الألقاب والنجاحات.
🔴🔵 ليفانتي UD – النادي الأقدم من حيث التأسيس (1909)، لكنه أقل جماهيرية وإنجازًا.
📍 الموقع:
كلا الناديين من مدينة فالنسيا، ثالث أكبر مدينة في إسبانيا بعد مدريد وبرشلونة.
🏟️ الملاعب:
فالنسيا CF: ملعب ميستايا (Mestalla) – يتسع لحوالي 48,000 متفرج.
ليفانتي UD: ملعب سيوداد دي فالنسيا – يتسع لحوالي 26,000 متفرج.
🕰️ أول مواجهة رسمية:
أول مباراة في الليغا كانت في سبتمبر 1963.
📊 الإحصائيات التاريخية:
(حتى آخر تحديث في 2025)
✅ فالنسيا: أكثر انتصارات.
🤝 بعض التعادلات.
🐸 ليفانتي: حقق انتصارات مهمة، خاصة في السنوات الأخيرة عند لعبهم في الدرجة الأولى.
💥 لحظات لا تُنسى:
ليفانتي فاز 4-2 على فالنسيا في 2014 – من أشهر انتصاراته على الجار الكبير.
أحداث ساخنة داخل وخارج الملعب، خصوصًا في مباريات الكأس أو عند تواجد الفريقين معًا في الليغا.
🧠 طابع الديربي:
على عكس "الكلاسيكو" السياسي، ديربي فالنسيا فيه روح التحدي المحلي:
مشجعو فالنسيا يرون أنفسهم "الأكبر".
جماهير ليفانتي تعتبر فريقها رمز الولاء والانتماء الحقيقي للمدينة (خصوصًا الأحياء الشعبية).
🆚 إحصائيات المواجهات المباشرة:
المسابقة	المباريات	فوز فالنسيا	فوز ليفانتي	تعادل	أهداف فالنسيا	أهداف ليفانتي
الدوري الإسباني 32 15 8 9 59 35
كأس الملك 13 8 4 1 28 21
المجموع الكلي 45 23 12 10 87 56
🏟️ أبرز نتائج المباريات:
أكبر فوز ليفانتي كضيف: 5-3 في موسم 1963/64.
أكبر فوز لفالنسيا كضيف: 1-5 في موسم 2007/08.
أكبر فوز ليفانتي كصاحب أرض: 4-2 في موسم 2006/07.
أكبر فوز لفالنسيا كصاحب أرض: 5-3 في موسم 1963/64.
أكثر مباراة أهدافًا: 8 أهداف (فالنسيا 5-3 ليفانتي) في موسم 1963/64.
أكثر تعادل أهدافًا: 4 أهداف (فالنسيا 2-2 ليفانتي) في موسم 2012/13.
🏆 أبرز المواجهات في كأس الملك:
1985: تأهل فالنسيا بعد الفوز على ليفانتي.
1999: تأهل فالنسيا بعد الفوز على ليفانتي.
2012: تأهل فالنسيا بعد الفوز على ليفانتي.
📌 ملاحظات إضافية:
لم يسبق لليفانتي الفوز على فالنسيا في ملعب "ميستايا" في مباراة رسمية بالدوري الإسباني.
أكبر فوز لليفانتي على فالنسيا في الدوري الإسباني كان 4-2 في موسم 2006/07.
أكبر فوز لفالنسيا على ليفانتي في الدوري الإسباني كان 1-5 في موسم 2007/08.

## وصلات خارجية
- الموقع الرسمي

Error: Invalid line "[[جيسوس Aranguren|Aranguren]][[:en:Jesús Aranguren|<sup class="reference noprint" title="Jesús Aranguren" style="margin-right:3px;">[الإنجليزية]</sup>]][[تصنيف:صفحات بها وصلات إنترويكي]][[تصنيف:صفحات بها وصلات مقالات للترجمة من الإنجليزية]] 1998" at قالب:مدربو نادي ليفانتي